# Lista de jogos eletrônicos da PopCap Games
Essa é uma lista de jogos eletrônicos publicados ou desenvolvidos pela PopCap Games.

## Lista de jogos

### 2011-presente
| Year               | Title                                        | Platform(s)       | Publisher       | Notes                              |
| ------------------ | -------------------------------------------- | ----------------- | --------------- | ---------------------------------- |
| 2011               | Bejeweled: Classic                           | iOS               | EA Mobile       |                                    |
| 2011               | Zuma's Revenge!                              | Android           | EA Mobile       |                                    |
| 2013               | Bejeweled Blitz                              | Android           | EA Mobile       |                                    |
| 2013               | Bejeweled: Live                              | Windows Apps      | EA Mobile       |                                    |
| 2013               | Bejeweled: Live+                             | Windows Phone     | EA Mobile       |                                    |
| 2013               | Plants vs. Zombies 2: It's About Time        | Android           | EA Mobile       |                                    |
| 2013               | Plants vs. Zombies 2: It's About Time        | iOS               | EA Mobile       |                                    |
| 2013               | Peggle 2                                     | Xbox One          | Electronic Arts |                                    |
| 2014               | Peggle 2                                     | PlayStation 4     | Electronic Arts |                                    |
| 2014               | Peggle 2                                     | Xbox 360          | Electronic Arts |                                    |
| 2014               | Peggle Blast                                 | Android           | EA Mobile       |                                    |
| 2014               | Peggle Blast                                 | iOS               | EA Mobile       |                                    |
| 2014               | Plants vs. Zombies: Garden Warfare           | Microsoft Windows | Electronic Arts | Desenvolvido pela PopCap Vancouver |
| 2014               | Plants vs. Zombies: Garden Warfare           | PlayStation 3     | Electronic Arts | Desenvolvido pela PopCap Vancouver |
| 2014               | Plants vs. Zombies: Garden Warfare           | PlayStation 4     | Electronic Arts | Desenvolvido pela PopCap Vancouver |
| 2014               | Plants vs. Zombies: Garden Warfare           | Xbox 360          | Electronic Arts | Desenvolvido pela PopCap Vancouver |
| 2014               | Plants vs. Zombies: Garden Warfare           | Xbox One          | Electronic Arts | Desenvolvido pela PopCap Vancouver |
| 2016               | Bejeweled Stars                              | Android           | EA Mobile       |                                    |
| 2016               | Bejeweled Stars                              | iOS               | EA Mobile       |                                    |
| 2016               | Plants vs. Zombies: Garden Warfare 2         | Microsoft Windows | Electronic Arts | Desenvolvido pela PopCap Vancouver |
| 2016               | Plants vs. Zombies: Garden Warfare 2         | PlayStation 4     | Electronic Arts | Desenvolvido pela PopCap Vancouver |
| 2016               | Plants vs. Zombies: Garden Warfare 2         | Xbox One          | Electronic Arts | Desenvolvido pela PopCap Vancouver |
| 2016               | Plants vs. Zombies Heroes                    | Android           | EA Mobile       |                                    |
| 2016               | Plants vs. Zombies Heroes                    | iOS               | EA Mobile       |                                    |
| 2019               | Plants vs. Zombies: Battle for Neighborville | Microsoft Windows | Electronic Arts | Desenvolvido pela PopCap Vancouver |
| 2019               | Plants vs. Zombies: Battle for Neighborville | PlayStation 4     | Electronic Arts | Desenvolvido pela PopCap Vancouver |
| 2019               | Plants vs. Zombies: Battle for Neighborville | Xbox One          | Electronic Arts | Desenvolvido pela PopCap Vancouver |
| 2021               | Plants vs. Zombies: Battle for Neighborville | Nintendo Switch   | Electronic Arts | Desenvolvido pela PopCap Vancouver |
| Para ser anunciado | Plants vs. Zombies 3                         | Android           | EA Mobile       |                                    |
| Para ser anunciado | Plants vs. Zombies 3                         | iOS               | EA Mobile       |                                    |

## Desenvolvidos e/ou publicados

### Suportados atualmente
- Alchemy[1] (2001)
- AstroPop (2004)
- Atomica[1] (2002)
- Banana Bugs (2010)
- Bejeweled[1] (2001)
  - Bejeweled 2 (2004)
  - Bejeweled 3 (2010)
  - Bejeweled Blitz (2010)
  - Bejeweled Twist (2008)
  - Bejeweled Legends (2012, cancelado e apenas no Japão)
  - Bejeweled Stars (2016)
  - Bejeweled Champions (2020)
- Big Money![1](2002)
- Bonnie's Bookstore (2006)
- Bookworm[1] (2003)
  - Bookworm Adventures (2006)
  - Bookworm Adventures: Volume 2 (2009)
- Cosmic Bugs (2005)
- Chuzzle (2005)
  - Chuzzle: Christmas Edition (2008)
- Dynomite![1] (2002)
- Feeding Frenzy (2004)
  - Feeding Frenzy 2: Shipwreck Showdown (2006)
- Gyromancer (2009)
- Hammer Heads (2006)
- Heavy Weapon (2005)
- Iggle Pop! (2006)
- Insaniquarium[1] (2001)
- Mummy Maze[1] (2002)
- NingPo MahJong[1] (2002)
- Noah's Ark (2002)
- Peggle (2007)
  - Peggle Extreme (2007)
  - Peggle 2 (2013)
  - Peggle Nights (2008)
- Plants vs. Zombies (2009)
- Pixelus (2004)
- Pizza Frenzy (2005)
- Rocket Mania! (2003)
- Seven Seas[1] (2001)
- Solitaire Blitz (2012)
- Talismania (2006)
- TipTop[1] (2002)
- Typer Shark![1] (2003)
- Venice (2007)
- The Wizard's Pen (2008)
- Water Bugs (2007)
- Word Harmony (2006)
- Word Stalk[1]
- Zuma (2003)
  - Zuma's Revenge! (2009)
  - Zuma Blitz (2010)

#### Da SpinTop Games
- Amazing Adventures: Around the World
- Amazing Adventures: The Caribbean Secret
- Amazing Adventures: The Forgotten Dynasty
- Amazing Adventures: The Lost Tomb
- Amazing Adventures: The Riddle Of The Two Knights
- Escape The Emerald Star
- Escape Rosecliff Island
- Escape Whisper Valley
- Hidden Identity – Chicago Blackout
- Mystery P.I.: Lost in Los Angeles
- Mystery P.I.: Stolen in San Francisco
- Mystery P.I.: The London Caper
- Mystery P.I.: The Lottery Ticket
- Mystery P.I.: The New York Fortune
- Mystery P.I.: The Vegas Heist
- Mystery P.I.: The Curious Case of Counterfeit Cove
- Mystery Solitaire: Secret Island
- Vacation Quest - The Hawaiian Islands
- Vacation Quest - Australia

#### Da 4th and Battery
- Unpleasant Horse
- Allied Star Police

### Cancelados
- Atomic Poker (jogo multijogador)[1]
- Baking Life
- Candy Train (2001)
- Lucky Penny (jogo multijogador)[1]
- Plants vs. Zombies Adventures
- Popcorn Dragon
- Psychobabble (jogo multijogador)[1]